# Первое правительство Фрадкова
В статье даются сведения о составе Правительства Российской Федерации под председательством М. Е. Фрадкова, действовавшего в период с 5 марта по 7 мая 2004 года, в конце первого президентского срока Владимира Путина.
Структура Правительства утверждена Указом Президента Российской Федерации от 09.03.2004 № 314 «О системе и структуре федеральных органов исполнительной власти».
Список министерств, действовавших в 2004 году, см. в статье Структура федеральных органов исполнительной власти (2000—2008).

## Назначение Михаила Фрадкова
| Фракция                           | Депутаты | За  | Против | Воздержались | Не голосовали | Вакантные места |
| --------------------------------- | -------- | --- | ------ | ------------ | ------------- | --------------- |
| «Единая Россия»                   | 306      | 304 | 0      | 0            | 2             |                 |
| КПРФ                              | 52       | 1   | 49     | 0            | 2             |                 |
| «Родина»                          | 38       | 6   | 9      | 18           | 5             |                 |
| ЛДПР                              | 36       | 36  | 0      | 0            | 0             |                 |
| Независимые депутаты              | 15       | 5   | 0      | 6            | 4             |                 |
| Общий результат                   | 447      | 352 | 58     | 24           | 13            | 3               |
| Справка о результатах голосования |          |     |        |              |               |                 |

## Новые Министерства
Курсивом выделены ведомства, подвергшиеся реорганизации (преобразованию, объединению, разделению) или упразднению.
- Министерство здравоохранения и социального развития Российской Федерации (образовано при объединении Министерства здравоохранения Российской Федерации с Министерством труда и социального развития Российской Федерации)
- Министерство культуры и массовых коммуникаций Российской Федерации (преобразовано из Министерства культуры Российской Федерации с передачей части функций Министерства Российской Федерации по делам печати, телерадиовещания и средств массовых коммуникаций)
- Министерство образования и науки Российской Федерации (преобразовано из Министерства образования Российской Федерации при реорганизации Министерства промышленности, науки и технологий Российской Федерации)
- Министерство промышленности и энергетики Российской Федерации (образовано при разделении Министерства промышленности, науки и технологий Российской Федерации путём упразднения Министерства энергетики Российской Федерации и Министерства Российской Федерации по атомной энергии)
- Министерство транспорта и связи Российской Федерации (образовано на базе Министерства транспорта Российской Федерации с передачей части функций Министерства Российской Федерации по связи и информатизации при упразднении Министерства путей сообщения Российской Федерации)
- Контрольно-надзорные функции Министерства Российской Федерации по антимонопольной политике и поддержке предпринимательства переданы Федеральной антимонопольной службе; функции министерства в сфере защиты прав потребителей, по контролю деятельности бирж и по установлению тарифов распределены между Федеральной службой по надзору в сфере защиты прав потребителей и благополучия человека, Федеральной службой по финансовым рынкам и Федеральной службой по тарифам соответственно
- Правоприменительные функции, функции по оказанию государственных услуг и по управлению имуществом Министерства имущественных отношений Российской Федерации переданы Федеральному агентству по управлению федеральным имуществом
- Министерство Российской Федерации по налогам и сборам преобразовано в Федеральную налоговую службу с передачей ей нормотворческих функций в установленной сфере деятельности

## Члены Правительства
Наименования должностей членов Правительства приводятся так, как они официально именовались.
| Должность | Имя                           |
| --- | ----------------------------- |
| Председатель Правительства Российской Федерации                                                                               | Фрадков Михаил Ефимович       |
| Заместитель Председателя Правительства Российской Федерации                                                                   | Жуков Александр Дмитриевич    |
| Руководитель Аппарата Правительства Российской Федерации — Министр Российской Федерации                                       | Козак Дмитрий Николаевич      |
| Министр внутренних дел Российской Федерации                                                                                   | Нургалиев Рашид Гумарович     |
| Министр Российской Федерации по делам гражданской обороны, чрезвычайным ситуациям и ликвидации последствий стихийных бедствий | Шойгу Сергей Кужугетович      |
| Министр иностранных дел Российской Федерации                                                                                  | Лавров Сергей Викторович      |
| Министр обороны Российской Федерации                                                                                          | Иванов Сергей Борисович       |
| Министр юстиции Российской Федерации                                                                                          | Чайка Юрий Яковлевич          |
| Министр здравоохранения и социального развития Российской Федерации                                                           | Зурабов Михаил Юрьевич        |
| Министр культуры и массовых коммуникаций Российской Федерации                                                                 | Соколов Александр Сергеевич   |
| Министр образования и науки Российской Федерации                                                                              | Фурсенко Андрей Александрович |
| Министр природных ресурсов Российской Федерации                                                                               | Трутнев Юрий Петрович         |
| Министр промышленности и энергетики Российской Федерации                                                                      | Христенко Виктор Борисович    |
| Министр сельского хозяйства Российской Федерации                                                                              | Гордеев Алексей Васильевич    |
| Министр транспорта и связи Российской Федерации                                                                               | Левитин Игорь Евгеньевич      |
| Министр финансов Российской Федерации                                                                                         | Кудрин Алексей Леонидович     |
| Министр экономического развития и торговли Российской Федерации                                                               | Греф Герман Оскарович         |